# NK Budućnost Rešetari
NK Budućnost je nogometni klub iz Rešetara, Hrvatska.
Osnovan je 10. kolovoza 1948. godine. Trenutačno se natječe u 2. ŽNL Brodsko-posavskoj.
Neki od poznatih klubova protiv kojih je Budućnost igrala su: OGC Nice, NK Varteks , GNK Dinamo Zagreb, NK Osijek.